# Mariana Pineda
Mariana Pineda è una ballata popolare in tre stampe scritta dal drammaturgo e poeta spagnolo Federico García Lorca.
L'autore ha spesso sostenuto che Mariana Pineda fosse il suo primo lavoro teatrale, sebbene in passato avesse già rappresentato Il maleficio della farfalla, il cui clamoroso insuccesso avrebbe forse giustificato la menzogna da parte di García Lorca.
La ballata, in versi, è stata terminata a Granada l'8 gennaio 1925 e data in lettura a casa di Salvador Dalí a Cadaqués.
Il nome è un riferimento all'eroina spagnola Mariana de Pineda Muñoz: l'opera è, infatti, un inno alla libertà individuale.